# أول هانسن (قائد عسكري)
أول هانسن هو قائد عسكري نرويجي، ولد في 31 يوليو 1842، وتوفي في 4 نوفمبر 1922.